# 人民艺术家 (中华人民共和国)
人民艺术家是中华人民共和国的一种国家荣誉称号。
目前，中华人民共和国共有七人被官方评为人民艺术家，他们是：作家老舍（1951年北京市人民政府授予）、畫家齐白石（1953年中央人民政府文化部授予“中国人民杰出的艺术家”称号）、豫劇表演艺术家常香玉（2004年国务院追授）、作家王蒙（2019年全国人大常委会授予）、电影表演艺术家秦怡（2019年全国人大常委会授予）、歌唱家郭兰英（2019年全国人大常委会授予）、演员田华（2024年全国人大常委会授予）。
值得一提的是，作家巴金在2003年獲國務院授予“人民作家”荣誉称号 ；音樂家施光南在1990年去世後獲文化部命名为“人民音乐家”，音樂家聶耳、冼星海也有“人民音乐家”的稱號，但這不是官方授予的榮譽稱號。
1944年11月陕甘宁边区文教代表大会授予马健翎“人民艺术家”称号。 可能是中国最早获得“人民艺术家”称号的人。